# Monastère de Docheiariou
Le monastère de Docheiariou (en grec moderne : Δοχειαρίου) est un des vingt monastères orthodoxes de la communauté monastique du mont Athos, dont il occupe la 10e place dans le classement hiérarchique.
Il est situé à l'ouest de la péninsule, et est dédié aux saints archanges Michel et Gabriel, fête votive le 8 novembre (21 novembre)
En 1990, il comptait 32 moines.

## Histoire
Le monastère a été fondé entre 1030 et 1032.